# Cinéma télougou
Cet article concerne le cinéma en télougou. Pour le cinéma indien en général, voir Cinéma indien.

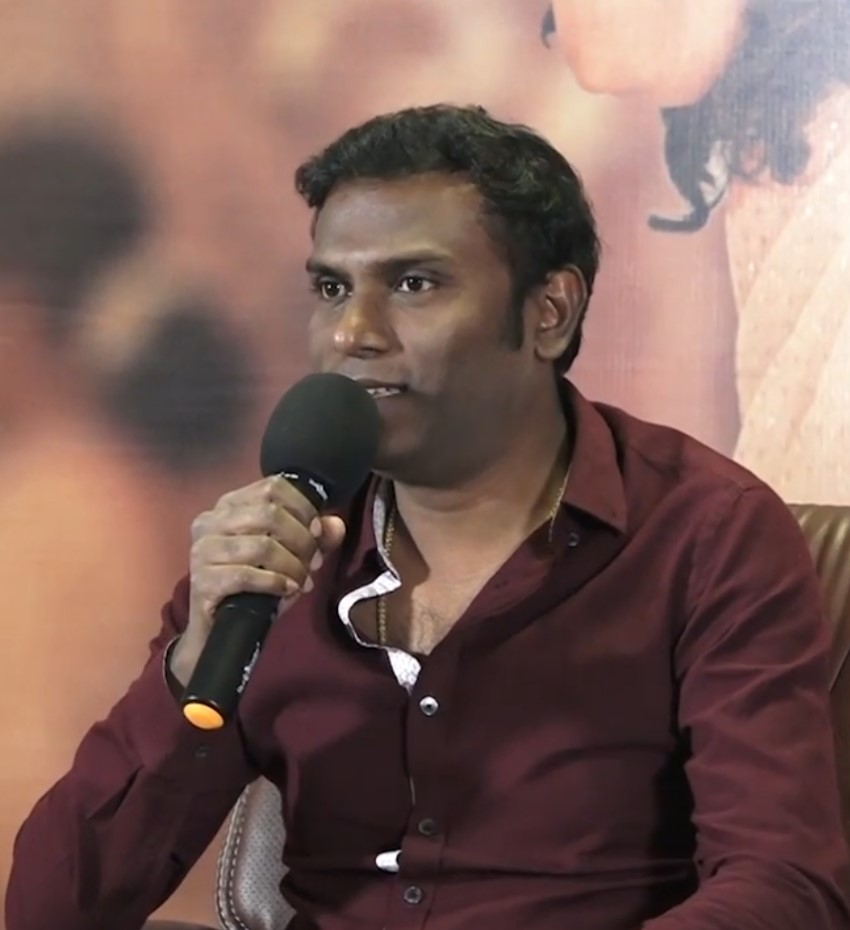
Le compositeur de musique Anup Rubens faisant la promotion du film télougou "Hello" à Hyderabad, en Inde.

Le cinéma télougou, parfois surnommé Tollywood (en télougou : తెలుగు సినీపరిశ్రమ), désigne l'art cinématographique pratiqué à Hyderabad, dont les films sont réalisés en langue télougou. Tollywood est un mot-valise réunissant le "t" de télougou et Hollywood ;

## Films populaires
- Bhakta Prahlada (1932), de P.C. Barua
- Devdas (1953), de Vedantam Raghavaiah
- Debdas (1979), de Dilip Roy
- Indra (2002), de B. Gopal
- Chroniques indiennes (2002), de Buddhadev Dasgupta
- Chokher Bali (2003), de Rabindranath Tagore
- Suryam (2004), de Samudra V.
- Aadavari Mataluku Ardhalu Verule (2007), de Selvaraghavan
- 100% Love (2011), de Sukumar
- Eega (2011), de S. S. Rajamouli
- La Légende de Baahubali - 1re partie (2015), de S. S. Rajamouli
- La Légende de Baahubali - 2e partie (2017), de S. S. Rajamouli
- RRR (2022), de S. S. Rajamouli